# Eutharich
Eutharich Cilliga (latinul: Eutharicus), (480 – 522) Veterich fia, Amalasuintha keleti gót királynő férje. A kiváló testi és lelki adottságokkal rendelkező fiatalember szintén az Amal-házból származott, mint felesége. Hispániában élt, 515-ben kötöttek házasságot, gyermekük Athalarich keleti gót király. Eutharich 519-ben nyugati birodalom consula volt. I. Justinus bizánci császár tisztelete jeléül fegyverfiává fogadta. Előbb halt meg, mint apósa Nagy Theuderich.